# 10 avril 1953
Le vendredi 10 avril 1953 est le 100e jour de l'année 1953.

## Naissances
- Alain Fuchs, chimiste et professeur de chimie, spécialiste en simulations moléculaires
- Benoît Dagenais, acteur canadien
- David Langford, écrivain britannique
- David Moorcroft, athlète britannique spécialiste des courses de fond et de demi-fond
- Gérard Rondeau (mort le 13 septembre 2016), photographe français
- Heiner Lauterbach, acteur allemand
- Jean-Marc Gaucher, chef d'entreprise et homme d'affaires français
- Jean Donovan (morte le 2 décembre 1980), missionnaire laïque catholique de nationalité américaine
- John Rogers, joueur de hockey sur glace canadien, né en 1953
- Marizu Terza, artiste peintre
- Mohamed Ibrahim Moustafa, homme politique égyptien
- Pamela Wallin, femme politique canadienne
- Philippe Bidart, chef historique du mouvement indépendantiste basque armé Iparretarrak
- Søren Busk, footballeur danois
- Sarah Leonard, soprano britannique

## Événements
- élection générale britanno-colombienne. W.A.C. Bennett (Crédit Social) est réélu avec un gouvernement majoritaire avec 28 siège à l'Assemblée législative de la Colombie-Britannique.